# Journal of Organometallic Chemistry
Das Journal of Organometallic Chemistry, abgekürzt J. Organomet. Chem., ist eine seit 1963 zweiwöchentlich erscheinende Fachzeitschrift. Die veröffentlichten Artikel decken das gesamte Gebiet der metallorganischen Chemie ab.
Der Impact Factor des Journals lag im Jahr 2019 bei 2,369. In der Statistik des Science Citation Index wurde die Zeitschrift 2014 in der Kategorie anorganische & Kernchemie an elfter Stelle von 44 Zeitschriften geführt. In der Kategorie organische Chemie belegte das Journal Platz 23 von 57 Zeitschriften.  Es handelt sich um eine Subskriptionszeitschrift. Artikel können gegen Zahlung einer Gebühr Open-Access veröffentlicht werden (Hybrides Publizieren).
Chefredakteur ist Richard D. Adams (University of South Carolina, Vereinigte Staaten).
Der Preis des Jahresabonnements beträgt 13966,71 Euro, damit zählt sie zu den teuersten wissenschaftlichen Zeitschriften.